# Tone Žerjal
Tone Žerjal - Tonček, aktivist OF in narodni heroj, * 28. september 1915, Trst, † 11. junij 1942, Ljubljana.
Rodil se je v Trstu v družini notarskega uradnika Antonu in Elizi Žerjal. Družina se je po prvi svetovni vojni preselila v Ljubljano. Ustreljen 11. junija 1942 v ljubljanski Gramozni jami in pokopan med talci na ljubljanskih Žalah.

## Življenje in delo
Žerjal je v Ljubljani obiskoval klasično gimnazijo (1926-1934), se v tem času vključil v narodno napredno gibanje in deloval pri ilegalni centralni tehniki KPJ za Slovenijo ter bil 1934 sprejet v KPJ. Ko je bila  partijska tehnika pri kateri je sodeloval odkrita, je bil novembra 1934 kot dijak v 8. razredu gimnazije aretiran, v Ljubljani zaprt 9 mesecev in izključen iz vseh srednjih šol v Jugoslaviji. Po prihodu iz zapora je nadaljeval s političnim delom, bil 1937 ponovno obsojen na leto in pol zapora, ki ga je prebil v Sremski Mitrovici. Po prestani kazni je v Ljubljani deloval pri delavsko kulturnem društvu Vzajemnost in ustanavljal marksistične krožke v mestu in okolici. Po kapitulaciji jugoslovanske vojske aprila 1941 se je vključil v NOB, se je umaknil v ilegalo in si nadel ilegalno ime Alojz Žumer. Deloval v centalni tehniki KPS v Ljubljani in bil od marca 1942 vodja ciklostilnih tehnik pri ljubljanskem okoliškem okrožju. Sredi maja 1942 so ga italijanski fašisti na Ježici ujeli, v ljubljanskih zaporih zasliševali in mučili. Ko so v začetku junija 1942 aktivisti v Šiški ubili italijanskega fašista, so Italijani izbrali v ljubljanskih zaporih 7 talcev, med njimi tudi Žerjala in v Gramozni jami ustrelili. Za narodnega heroja je bil proglašen 1953.